# Steyn de Leeuwe
Steyn de Leeuwe (30 september 1981) is een Nederlandse acteur, theatermaker en voice-over. Hij werd bij BNN bekend als een van de presentatoren van Try Before You Die, VOC en als acteur in het verborgencameraprogramma Tequila. In augustus 2009 werd bekend dat hij een van de leden zou worden in het nieuwe improvisatieprogramma van BNN, De Badgasten. De eerste aflevering werd uitgezonden op 11 september 2009.

## Levensloop
In juni 2008 studeerde De Leeuwe af aan de Amsterdamse kleinkunstacademie. Hij speelde in diverse voorstellingen, waaronder Op reis met de gouden boekjes, Vuile Handen (van Jean-Paul Sartre), Ik wil alles (samen met Bob Fosko) en Kees de jongen. In 2010 speelde hij met Het Toneel Speelt in De wijze kater van Herman Heijermans. In 2012 deed hij mee aan De Drentse Bluesopera en vanaf de zomer van 2014 maakte hij deel uit van het collectief Op Sterk Water. Hij nam daar de plaats in van Arjen Lubach.
Hij speelt vanaf 2016 mee in de Linda.tv-serie Bitterzoet. Verder heeft hij rollen gespeeld in de series Dokter Tinus en Danni Lowinski bij SBS6 en De Gelaarsde Poes. Hij was in 2016 en 2017 te zien in het theaterspektakel Het Pauperparadijs in Veenhuizen. Hier speelt hij de rol van Teunis.
In oktober en november 2023 is hij te zien in Theater Bellevue met zijn eerste zelfgeschreven en geproduceerde One Man Show: Tofu Cowboy. 
Als voice-over spreekt De Leeuwe veel reclamespots in, onder andere van de Staatsloterij en PostNL.  
Ook werkte hij mee aan vele animatiefilms, zoals in 2022 een hoofdrol in Waterhorse die te zien was op NPO3. Ook een aantal bijrollen in de bioscoopfilm Hopper en de Hamster der Duisternis, Amfibia op Disney channel, Danger Force op Nickelodeon, Patsboemkledder op Zapp, een hoofdrol in Mannetje Tak op NPO3 en een hoofdrol als vader in Villains of Valley View. Verder een rol in de nieuwe Spongebob film en in Asterix en Obelix.  
in 2024 sprak De Leeuwe de Nederlandse stem in van Cooper Howard / The Ghoul in de Fallout serie op Amazon Prime Video, gebaseerd op de gelijknamige computerspelserie.  